# Morris Louis
Morris Louis, född 28 november 1912 i Baltimore i Maryland, död 7 september 1962, var en amerikansk målare. Han var begåvad inom abstrakt expressionism.